# Bürgermeister Abendroth
Le Bürgermeister Abendroth est un ancien bateau-phare construit en 1888 au chantier naval Eiderwerft à Tönning. Il est maintenant amarré au Deutsches Schifffahrtsmuseum de Bremerhaven comme navire musée.
Il est classé monument historique de Brême (Denkmal).

## Historique
Le navire a été construit en 1908/1909 en tant que Stationsschiff Eider au chantier naval ''Eider'' (de) à Tönning pour la Kaiserliche Marine. Le navire à coque acier, gréé comme une goélette à trois-mâts sans moteur, a été utilisé en 1909 comme un navire lège sur une position statique sur l'Eider intérieur.
Pendant la Première Guerre mondiale, il a été utilisé comme bateau-phare de guerre dans la mer du Nord et, en 1919, il est revenu à la position Eider. En 1927, il a été nommé Bürgermeister Abendroth, du nom d'Amandus Augustus Abendroth (en), et a servi de bateau-phare de réserve pour les positions Elbe 2, 3 et 4. Plus tard, il était subordonné à la Wasserstraßen- und Schifffahrtsamt de Cuxhaven. 
Pendant la Seconde Guerre mondiale, il a été utilisé comme navire d'observation pour la Kriegsmarine en mer Baltique.
Puis il a été en service comme balise et station pilote en position Elbe 3 jusqu'en 1966 (une position de bateaulège au nord-ouest de Cuxhaven et au nord-est de l'île de Neuwerk dans l'une des principales voies de navigation de la baie Allemande). Le successeur du poste fut le Leuchtschiff Weser jusqu'en 1977.
En tant que voilier, l'Elbe 3 pourrait, si nécessaire, être manœuvré avec des voiles de tempête. Si la balise était initialement constituée de lampes au kérosène, un générateur diesel et des accumulateurs pour l'éclairage électrique ont été installés en 1930. Cela signifiait que les cornes de brume à commande manuelle pouvaient également être remplacées. 
Le navire possédait un pigeonnier à bord pour la communication avec le continent. Jusqu'au début de la Première Guerre mondiale, de nouveaux pigeons voyageurs étaient également été amenés à bord lors de l'échange de l'équipage.  

### Préservation
Le Bürgermeister Abendroth a été mis hors service en 1967 et a rejoint le port du Deutsches Schifffahrtsmuseum de Bremerhaven. Dans le cadre de la flotte présentée au musée, le navire est un bâtiment classé depuis 2005 et a été restauré. 
Il existe un autre bateau-phare du nom de Elbe 3 mis en service de 1889 sur les positions Elbe 2, 3 et 4. Ce navire fait partie de la collection du Museumshafen Oevelgönne à Hambourg.